# Radar Love
"Radar Love" es una canción de la banda de rock holandesa Golden Earring. El sencillo escaló a la posición #10 en el Top 100 de Cash Box y al puesto #13 en la lista Billboard de los Estados Unidos. También logró ubicarse en el Top 10 en otros países, incluyendo el Reino Unido, Australia, Alemania y España.

## Versiones
La canción ha sido grabada por artistas y bandas como Tribe 8, Ministry, Omen, U2, R.E.M., Ian Stuart Donaldson, Sun City Girls, White Lion, Blue Man Group, Def Leppard, James Last, Nine Pound Hammer, Carlos Santana y The Pressure Boys. La versión de White Lion se posicionó en el #59 de la lista The Billboard Hot 100.